# Elisabeth Klar
Elisabeth Klar (* 1986 in Wien) ist eine österreichische Autorin.

## Leben
Elisabeth Klar studierte Vergleichende Literaturwissenschaft und Transkulturelle Kommunikation, das Studium schloss sie 2012 an der Universität Wien mit Diplom ab. Seit 2013 arbeitet sie in der Softwareentwicklung mit den Schwerpunkten Test, Compliance und Information Security Management.
2013 belegte Elisabeth Klar beim FM4-Kurzgeschichtenwettbewerb Wortlaut den dritten Platz. 2014 erschien mit Wie im Wald ihr Romandebüt, das es im Februar 2015 auf die ORF-Bestenliste und auf die Shortlist des Rauriser Literaturpreises 2015 schaffte und den Förderpreis der Stadt Wien erhielt. 2017 wurde mit Wasser atmen ihr zweiter Roman veröffentlicht. Gemeinsam mit Susanne Müller leitet sie die Literaturwerkstatt Wien.

## Publikationen (Auswahl)
- 2014: Wie im Wald, Roman, Residenz-Verlag, St. Pölten/Salzburg/Wien 2014, ISBN 978-3-7017-1636-4
- 2017: Wasser atmen, Residenz-Verlag, Salzburg 2017, ISBN 978-3-7017-1679-1
- 2020: Himmelwärts, Residenz-Verlag, Salzburg 2020, ISBN 978-3-7017-1727-9
- 2023: Es gibt uns, Roman, Residenz-Verlag, Salzburg 2023, ISBN 978-3-7017-1769-9[7]